# Cotter Smith
Joseph Cotter Smith (Washington, 29 maggio 1949) è un attore statunitense.
Smith è figlio di Madeline (nata Cotter) e John Lewis Smith, Jr., che era un giudice federale mentre sua madre morì quando aveva 18 anni. Nel 1972, ebbe la laurea in letteratura al Trinity College ad Hartford, Connecticut.
Si è sposato tre volte: prima dal 1972 al 1980 con Christina Egloff; poi dal 1988 al 1996 con l'attrice Mel Harris da cui ha avuto una figlia, Madeline (1990) e dal 2001 è sposato con la produttrice radiofonica Heidi Mueller.

## Filmografia

### Cinema
- Nickel Mountain, regia di Drew Denbaum (1984)
- All'improvviso uno sconosciuto (Lady Beware), regia di Karen Arthur (1987)
- I demoni della mente (Cameron's Closet), regia di Armand Mastroianni (1988)
- Un poliziotto a 4 zampe (K-9), regia di Rod Daniel (1989)
- Invader, regia di Mark H. Baker (1996)
- Reeseville, regia di Christian Otjen (2003)
- X-Men 2 (X2), regia di Bryan Singer (2003)
- The Sleeper, regia di Drew Maxwell (2005)
- Lunatics, Lovers & Poets, regia di John Scoular (2010)
- Friends with Kids, regia di Jennifer Westfeldt (2011)
- Burning Blue, regia di D.M.W. Greer (2013)
- Gods Behaving Badly, regia di Marc Turtletaub (2013)
- Jack Ryan - L'iniziazione (Jack Ryan: Shadow Recruit), regia di Kenneth Branagh (2014)
- The Post, regia di Steven Spielberg (2017)
- The Standoff at Sparrow Creek, regia di Henry Dunham (2018)

### Televisione
- A cuore aperto (St. Elsewhere) - serie TV, episodi 1x1 (1982)
- Hill Street giorno e notte (Hill Street Blues) - serie TV, episodi 3x7 (1982)
- Mississippi (The Mississippi) - serie TV, episodi 1x1 (198)
- All'ultimo sangue (Blood Feud), regia di Mike Newell - film TV (1983)
- Master (The Master) - serie TV, episodi 1x3 (1984)
- Mistral's Daughter - miniserie TV, episodi 1x1-1x2-1x3 (1984)
- New York New York (Cagney & Lacey) - serie TV, episodi 4x3 (1984)
- A Bunny's Tale, regia di Karen Arthur - film TV (1985)
- Moonlighting - serie TV, episodi 1x3 (1985)
- La lunga notte di Richard Beck (The Rape of Richard Beck), regia di Karen Arthur - film TV (1985)
- Hardcastle & McCormick (Hardcastle and McCormick) - serie TV, episodi 3x12 (1985)
- Insiders (The Insiders) - serie TV, episodi 1x11 (1985)
- Ai confini della realtà (The Twilight Zone) - serie TV, episodi 1x16 (1986)
- La signora in giallo (Murder, She Wrote) - serie TV, episodio 2x17 (1986)
- D.C. Cops, regia di Mel Damski - film TV (1986)
- E giustizia per tutti (Equal Justice ) - serie TV, 26 episodi (1990-1991)
- Donna di piacere (The Last Prostitute), regia di Lou Antonio - film TV (1991)
- Midnight's Child, regia di Colin Bucksey - film TV (1992)
- L'amore non muore mai (A Message from Holly), regia di Rod Holcomb - film TV (1992)
- Il primo Natale in famiglia (A Place to Be Loved), regia di Sandy Smolan - film TV (1993)
- Istinto omicida (With Hostile Intent), regia di Paul Schneider - film TV (1993)
- L.A. Law - Avvocati a Los Angeles (L.A. Law) - serie TV, episodi 7x20-7x21-7x22 (1993)
- Desperate Journey: The Allison Wilcox Story, regia di Dan Lerner - film TV (1993)
- Il piccolo giustiziere (Armed and Innocent), regia di Jack Bender - film TV (1994)
- Per amore della legge (Sweet Justice) - serie TV, episodi 1x7 (1994)
- Chicago Hope - serie TV, episodi 1x20 (1995)
- Courthouse - serie TV, 6 episodi (1995)
- La casa delle ombre (Remember Me), regia di Michael Switzer - film TV (1995)
- High Incident - serie TV, episodi 1x7 (1996)
- Spy Game - serie TV, episodi 1x1 (1997)
- Bridge of Time, regia di Jorge Montesi - film TV (1997)
- Orleans - serie TV, episodi 1x6 (1997)
- Law & Order - I due volti della giustizia (Law & Order) - serie TV, episodi 8x10 (1997)
- Oz - serie TV, episodi 2x1 (1998)
- Trinity - serie TV, episodi 1x5 (1998)
- Mr. Chapel (Vengeance Unlimited) - serie TV, episodi 1x12 (1999)
- Run the Wild Fields, regia di Paul A. Kaufman - film TV (2000)
- Alias - serie TV, episodi 3x22 (2004)
- Giudice Amy (Judging Amy) - serie TV, 4 episodi (2001-2005)
- Tru Calling - serie TV, 6 episodi (2004-2005)
- Night Stalker - serie TV, 10 episodi (2005-2006)
- Una donna alla Casa Bianca (Commander in Chief ) - serie TV, episodi 1x15 (2006)
- NCIS - Unità anticrimine (NCIS: Naval Criminal Investigative Service) - serie TV, episodi 3x23 (2006)
- Invasion - serie TV, episodi 1x21 (2006)
- Senza traccia (Without a Trace) - serie TV, episodi 5x7 (2006)
- The Unit - serie TV, episodi 2x10 (2006)
- Depth Charge, regia di Terrence O'Hara - film TV (2008)
- Ghost Whisperer - Presenze (Ghost Whisperer) - serie TV, episodi 4x8 (2008)
- Brothers & Sisters - Segreti di famiglia (Brothers & Sisters) - serie TV, episodi 3x12-3x13 (2009)
- You Don't Know Jack - Il dottor morte (You Don't Know Jack), regia di Barry Levinson - film TV (2010)
- God in America - serie TV, episodi 1x2 (2010)
- White Collar - serie TV, episodi 2x12 (2011)
- Unforgettable - serie TV, episodi 1x12 (2012)
- The Good Wife - serie TV, episodi 3x19 (2012)
- Damages - serie TV, episodi 5x10 (2012)
- Person of Interest - serie TV, episodi 1x11-2x1-2x2 (2012)
- 666 Park Avenue - serie TV, episodi 1x7 (2012)
- L'accordo (The Arrangement), regia di Kevin Bray - film TV (2013)
- Assistance, regia di Adam Bernstein - film TV (2013)
- House of Cards - Gli intrighi del potere (House of Cards) - serie TV, episodi 2x3 (2014)
- Revolution - serie TV, 5 episodi (2014)
- Forever - serie TV, episodi 1x16 (2015)
- The Following - serie TV, episodi 3x5-3x6 (2015)
- Blindspot - serie TV, episodi 1x2 (2015)
- Madam Secretary - serie TV, episodi 1x20-2x1 (2015)
- The Americans - serie TV, 14 episodi (2013-2017)
- One Dollar - serie TV, episodi 1x6 (2018)
- The Code - serie TV, episodi 1x5-1x8-1x10 (2019)
- Mindhunter - serie TV, 9 episodi (2017-2019)

## Doppiatori italiani
Nelle versioni in italiano delle opere in cui ha recitato, Cotter Smith è stato doppiato da:
- Marco Mete in E giustizia per tutti, Mindhunter
- Antonio Palumbo in House of Cards - Gli intrighi del potere, Rustin
- Michele Gammino in Forever, Blindspot
- Claudio Capone in Moonlighting
- Antonio Paiola in Ai confini della realtà
- Teo Bellia ne La signora in giallo
- Maurizio Reti in Law & Order - I due volti della giustizia
- Saverio Indrio in X-Men 2
- Antonio Sanna in Alias
- Eugenio Marinelli in Tru Calling
- Fabrizio Temperini in Night Stalker
- Giorgio Locuratolo in Una donna alla Casa Bianca
- Diego Reggente in NCIS - Unità anticrimine
- Sergio Di Giulio in Ghost Whisperer - Presenze
- Stefano De Sando in You Don't Know Jack - Il dottor morte
- Ambrogio Colombo in White Collar
- Vladimiro Conti in Person of Interest
- Enrico Di Troia in The Post